# 바츨라프 1세
바츨라프 1세(체코어: Václav I., 1205년경 ~ 1253년 9월 23일)는 보헤미아의 국왕(재위: 1230년 ~ 1253년)이다. 애꾸눈왕이라는 별칭으로 부르기도 한다.

## 생애
보헤미아의 국왕인 오타카르 1세와 그의 두 번째 아내인 헝가리의 콘스턴치어(Konstancia, 벨러 3세의 딸) 사이에서 태어났다. 1228년 2월 6일 자신의 아버지였던 오타카르 1세와 함께 보헤미아의 공동 군주로 즉위했으며 1230년 12월 15일 오타카르 1세가 사망하면서 정식 군주로 즉위했다.
바츨라프 1세가 국왕으로 즉위한 뒤부터 보헤미아는 오스트리아 공국의 공작으로 있던 프리드리히 2세의 위협을 받고 있었다. 1236년 신성 로마 제국의 프리드리히 2세 황제가 오스트리아로 진격했다. 프리드리히 2세 공작은 빈을 떠나 비너노이슈타트로 도망치면서 공국의 나머지 영토를 지배했다.
프리드리히 2세 황제는 오스트리아 공국, 슈타이어마르크 공국이 자신이 직접 통치하는 공작령이라고 선포했고 밤베르크의 주교를 역임하고 있던 안덱스메라니아(Andechs-Merania)의 에크베르트(Ekbert)를 오스트리아 공국, 슈타이어마르크 공국의 지배자로 파견했다. 바츨라프 1세는 오스트리아의 프리드리히 2세 공작과 개인적인 동맹 관계를 수립하면서 신성 로마 제국의 프리드리히 2세 황제에 대항해 나갔다. 또한 보헤미아의 영토를 도나우강 북부까지 확장했다.
1241년에는 오르다 칸, 바이다르, 카단이 이끄는 몽골 제국 군대가 20,000명의 병사들을 이끌고 폴란드, 보헤미아, 실레시아, 모라바를 침공했다. 보헤미아가 레그니차 전투에서 패배한 이후에 바츨라프 1세는 튀링겐, 작센 선제후국의 지원을 받았지만 크워츠코(Kłodzko) 전투에서 몽골군에게 패배하고 만다. 보헤미아 기병대가 몽골군을 물리치면서 몽골군은 보헤미아, 폴란드를 우회해서 남하했고 모히 전투에서 헝가리를 물리쳤던 바투 칸, 수부타이와 합류하게 된다. 1242년 수부타이는 우구데이 칸의 사망 소식을 듣고 철수하게 된다. 한편 칭기즈 칸은 카간의 자손들에게 몽골 제국의 수도인 카라코룸으로 귀환하여 다음 카간을 선출할 것을 지시했다.
1246년 6월 15일 오스트리아의 프리드리히 2세 공작이 헝가리의 국왕인 벨러 4세와의 라이타강 전투에서 전사했다. 프리드리히 2세가 후사 없이 사망하면서 바벤베르크 가의 오스트리아 지배는 막을 내리게 된다. 바츨라프 1세는 프르셰미슬 왕조의 오스트리아 지배를 위해 적극적인 외교 정책을 펼쳤다. 신성 로마 제국의 황제였던 프리드리히 2세는 오스트리아를 신성 로마 제국 황제의 직할 통치령으로 만들기 위해 오토 폰 에베르슈타인(Otto von Eberstein)을 지배자로 파견했지만 이는 오스트리아의 반란으로 이어지게 된다.
1156년 9월 17일 오스트리아를 공작령으로 승격시킨 문서인 프리빌레기움 미누스(Privilegium Minus)에서는 바벤베르크 가의 여자들도 오스트리아의 공작을 계승할 수 있도록 하는 내용이 담겨 있었다. 오스트리아의 공작 부인이었던 게르트루데(Gertrude)는 이 문서를 근거로 공작 계승권을 주장했다. 바츨라프 1세는 모라바의 후작을 역임하고 있던 장남인 블라디슬라프(Vladislav)가 게르트루데와 결혼하도록 지시했다. 게르트루데의 공작 계승권을 이어받은 블라디슬라프는 자신이 오스트리아의 공작임을 선언했지만 1247년 1월 3일에 블라디슬라프가 사망하면서 바츨라프 1세의 계획은 좌절되고 만다.
1252년 2월 11일에는 독일의 국왕인 하인리히 7세의 아내였던 오스트리아의 마르가레테(Margarete)와 재혼했다. 1253년 9월 23일에 사망했으며 그의 왕위는 오타카르 2세가 승계받았다.